# بابلو ثيام
بابلو ثيام (3 يناير 1974 كوناكري غينيا - ) هو لاعب كرة قدم غيني، يلعب كلاعب وسط، شارك في كأس الأمم الأفريقية 1994.

## وصلات خارجية
بابلو ثيام على موقع الاتحاد الدولي (مؤرشف)  (الإنجليزية)
- بابلو ثيام على موقع الاتحاد الأوربي (الإنجليزية)
- بابلو ثيام على موقع قاعدة بيانات كرة القدم.إي يو (الإنجليزية)
- بابلو ثيام على موقع بيانات كرة القدم. دي إي (الألمانية)
- بابلو ثيام على موقع ناشيونال فوتبول تيمز (الإنجليزية)
- بابلو ثيام على موقع Soccerway.com (الإنجليزية)
- بابلو ثيام على موقع عالم كرة القدم.نت (الإنجليزية)